# Nyamira
Nyamira är en stad i distriktet Nyamira i provinsen Nyanza i Kenya. Centralorten hade 12 719 invånare vid folkräkningen 2009, med totalt 84 239 invånare inom hela stadsgränsen.